# 宝生寺 (茅ヶ崎市)

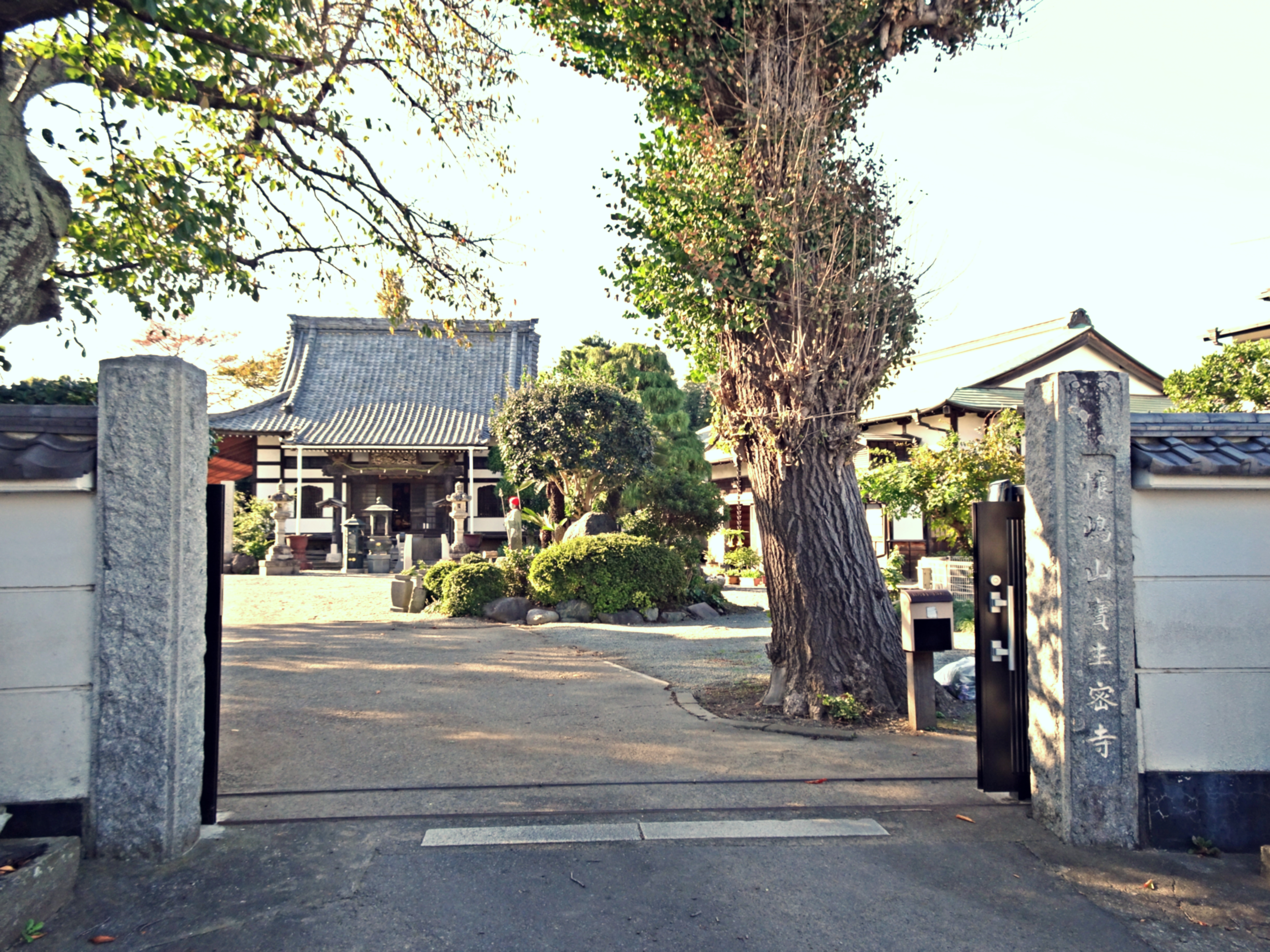
宝生寺の山門

宝生寺（ほうしょうじ）は神奈川県茅ヶ崎市にある真言宗の寺院。山号は懐島山。

## 本尊
- 大日如来 - 江戸時代中期の作[3]。

## 文化財
重要文化財（国指定）
- 阿弥陀三尊立像 - 善光寺式の阿弥陀如来立像（像高58.3センチメートル）、観音菩薩、勢至菩薩の両脇侍をそなえる。鎌倉期作[2]。3尊ともに火災にあっていて、勢至菩薩は後ろに反り返っている[4]。

## 所在地情報
所在地
- 神奈川県茅ヶ崎市西久保546番地

交通
- 茅ケ崎駅（東日本旅客鉄道〈JR東日本〉)からバスで寒川神社行、西久保下車。

## その他
- 北向地蔵 - 文久2年（1862年）に再建された道標を兼ねた北向地蔵が山門近くにある。初代の北向地蔵は山門にその台座は境内にある[5][6][7]。